# Ацо Шопов
Ацо Шопов (*20 грудня 1923, Штип, Королівство Югославія — †20 квітня 1982, Скоп'є, СФРЮ) — відомий македонський поет. Закінчив філософський факультет в Скоп'є.
Ацо Шопов є автором першої післявоєнної книги македонською мовою у вільній Македонії «Вірші» (1944), опублікованої в «Млад Борец», Белград.